# Kukmirn
Kukmirn (en húngaro, Kukmér) es una ciudad situada en el distrito de Güssing, Estado de Burgenland, Austria. Tiene una población estimada, a inicios de 2021, de 2.009 habitantes.

## Geografía
La localidad está ubicada en el sur de Burgenland. Los pueblos del municipio son Eisenhüttel (en croata, Jezerjani), Kukmirn, Limbach y Neusiedl.

## Historia
El pueblo, así como Burgenland, fueron una parte de Hungría hasta 1920/21. En 1898 el gobierno húngaro en Budapest decidió que el nombre del lugar fuera Kukmér. Después del final de la Primera Guerra Mundial, en 1919, el pueblo se le otorgó a Austria en los tratados de St.Germain y Trianon. Desde 1921 el pueblo pertenece al estado federal Burgenland. Kukmirn tiene estatus de "ciudad de mercado" (en alemán, marktgemeinde) desde el año 1981.

## Política
Werner Kemetter, del Partido Popular, es el alcalde. Klaus Kroboth es el vicealcalde. La jefa de la oficina es Manuela Tanczos.
El Concejo del municipio está integrado por 21 escaños, de los cuales 10 son ocupados por el Partido Popular, 7 por el partido local BMK y 4 por el Partido Socialdemócrata.

## Blasón
El blasón incluye una manzana de colores rojo y oro. La manzana simboliza la fruticultura de la región. 